# Gary Grigsby
Pour les articles homonymes, voir Grigsby.
Gary Grigsby est un concepteur programmeur de jeu vidéo américain principalement connu pour être un des « pères fondateurs » des wargames sur ordinateur. Il commence à concevoir des jeux vidéo en 1979. Début 1982, il contacte le service technique de Strategic Simulations afin d’obtenir de l’aide sur le jeu Torpedo Fire. Il fait alors connaissance avec le président du studio, Joel Billings, qui lui suggère de lui envoyer le jeu qu’il développe à l’époque, Guadacanal Campaign, pour une éventuelle publication. Gary Grigsby, qui travaille sur le jeu depuis décembre 1981, se rend alors dans les locaux de SSI ou il rencontre Joel et Paul Murray, qui sont à l’époque les deux seuls programmeurs à plein temps du studio. Ensemble, ils définissent ce qu’il reste à faire sur le jeu avant de le publier et ils commencent à le tester. Quatre mois plus tard, le jeu est publié et il rencontre un certain succès commercial, avec environ 3 500 copies vendues, les fans saluant son réalisme historique et son attention portée aux détails. Gary Grigsby travaille ensuite comme développeur indépendant sous contrat avec Strategic Simulations pendant plusieurs années et développe au total 23 wargames, dont Kampfgruppe, U.S.A.A.F., Gary Grigsby's Pacific War et Steel Panthers, tous publiés par SSI. Ce dernier, publié en septembre 1995, est un de ses plus gros succès avec plus de 85 000 exemplaires vendus. En 2000, il s’associe avec Joel Billings et Keith Brors pour fonder le studio 2by3 Games.

## Ludographie

### Publiés parStrategic Simulations
- 1982 : Guadacanal Campaign
- 1982 : Bomb Alley
- 1983 : Carrier Force
- 1983 : North Atlantic '86
- 1984 : Objective: Kursk
- 1984 : Reforger '88
- 1984 : War in Russia
- 1985 : Kampfgruppe — Élu wargame de l’année par le magazine Computer Gaming World[4].
- 1985 : Mech Brigade
- 1985 : U.S.A.A.F.
- 1986 : BattleGroup
- 1986 : Warship
- 1987 : War in the South Pacific
- 1987 : Battle Cruiser
- 1987 : Panzer Strike — Élu jeu de stratégie de l'année par le magazine Computer Gaming World[5].
- 1988 : Typhoon of Steel
- 1989 : Overrun!
- 1990 : Second Front: Germany Turns East
- 1991 : Western Front: The Liberation of Europe 1944-1945
- 1992 : Carrier Strike: South Pacific
- 1992 : Gary Grigsby's Pacific War — Élu wargame de l’année par le magazine Computer Gaming World[6].
- 1993 : Gary Grigsby's War in Russia
- 1995 : Steel Panthers — Élu wargame de l’année par le magazine Computer Gaming World
- 1996 : Steel Panthers II
- 1997 : Steel Panthers III

### Autres
- 1999 : Battle of Britain — Développé avec Keith Brors, publié par TalonSoft
- 1999 : 12 O'Clock High: Bombing the Reich — Développé avec Keith Brors, publié par TalonSoft
- 2002 : Uncommon Valor: Campaign for the South Pacific — Développé par 2by3 Games, publié par Matrix Games
- 2004 : War in the Pacific: The Struggle Against Japan 1941-1945
- 2005 : Gary Grigsby's World at War — Développé par 2by3 Games, publié par Matrix Games
- 2006 : Gary Grigsby's World at War A World Divided
- 2008 : Gary Grigsby's War Between the States
- 2010 : Gary Grigsby's War in the East
- 2014 : Gary Grigsby's War in the West
- 2021 : Gary Grigsby's War in the East 2